# Nghể gai
Nghể gai hay còn gọi nghể móc, thằn lằn gai (danh pháp khoa học: Polygonum senticosum) là một loài thực vật có hoa trong họ Rau răm. Loài này được (Meisn.) Franch. & Sav. miêu tả khoa học đầu tiên năm 1875.